# Hugo Heimann

Hugo Heimann (vor 1920)

Hugo Heimann (* 15. April 1859 in Konitz, Provinz Preußen; † 23. Februar 1951 in New York) war ein deutscher Verleger, Mäzen und sozialdemokratischer Politiker.
Er führte von 1890 bis 1900 die J. Guttentagsche Verlagsbuchhandlung, war von 1908 bis 1910 Mitglied des preußischen Abgeordnetenhauses, 1919/20 Mitglied der Weimarer Nationalversammlung und von 1920 bis 1932 Mitglied des Reichstages. Bekanntheit erlangte er zudem als Mäzen der Arbeiterbewegung, die er mit einer Bibliothek und den „Roten Häusern“ unterstützte.

## Leben und Wirken
Heimann war Sohn eines jüdischen Kaufmanns und besuchte das Gymnasium zum Grauen Kloster in Berlin. Er ging ohne Abitur ab und machte eine Buchhändlerlehre. Nach einem Aufenthalt als Volontär im Buch- und Verlagshandel in London zwischen 1880 und 1884 kehrte er nach Berlin zurück. Zunächst trat er als Juniorpartner in die J. Guttentagsche Verlagsbuchhandlung ein und wurde 1890 ihr Inhaber (bis 1900; 1919 im de Gruyter-Verlag aufgegangen). Der Verkauf des Verlages brachte ihm ein beachtliches Vermögen ein, das es Heimann gestattete, als Rentier zu leben.
Als großzügiger Mäzen der Arbeiterbewegung machte er sich einen Namen. So hat er, nachdem er ausgedehnte Reisen durch Algerien, Ägypten und Indien unternommen hatte, bereits 1899 eine Volksbibliothek („Öffentliche Bibliothek und Lesehalle zu unentgeltlicher Benutzung für jedermann“) im Bezirk Kreuzberg gestiftet, die er 1919 der Stadt Berlin schenkte. Eine weitere Bibliothek kam später hinzu. Außerdem war er Mitglied des Berliner Asylvereins für Obdachlose. In der Prinzenallee ließ Heimann 1901 die sogenannten „Roten Häuser“ für Berliner Sozialdemokraten errichten. Mit Übertragung des Besitzes an die Genossen wurden diese zu Hausbesitzern und konnten damit in die Stadtverordnetenversammlung gewählt werden.
Heimann war selbst Mitglied der SPD und Freund und Vertrauter von August Bebel und Paul Singer. Von 1900 bis 1932 war Heimann Stadtverordneter seiner Partei. In den Jahren 1911 bis 1925 war er Vorsitzender der sozialdemokratischen Fraktion und von 1919 bis 1932 Stadtverordnetenvorsteher. Dazu kamen zahlreiche weitere kommunalpolitische Tätigkeiten, etwa im Rahmen des Zweckverbandes Groß-Berlin.
Auf Reichsebene war er zwischen 1906 und 1917 Vorsitzender des Zentralen Bildungsausschuss der Partei. Heimann gehörte 1908 zu den ersten acht Sozialdemokraten, die trotz des Dreiklassenwahlrechts in das preußische Abgeordnetenhaus einzogen (blieb es bis 1910). Während der Novemberrevolution war er Volksbeauftragter in Berlin und gehörte 1919/20 der Weimarer Nationalversammlung an. Anschließend war er von 1920 bis 1932 Mitglied des Reichstages. In der Nationalversammlung wie auch im Reichstag war er ohne größere Unterbrechungen Vorsitzender des Haushaltsausschusses. Heimann blieb zunächst unter nationalsozialistischen Herrschaft in Berlin und emigrierte 1939 zunächst nach Großbritannien und später in die USA. Nach dem Krieg kehrte er nicht mehr nach Deutschland zurück. Ein Sohn Heimanns war der Sozial- und Wirtschaftswissenschaftler Eduard Heimann. Der Altphilologe Eduard Fraenkel war der Sohn von Heimanns Schwester Edith.

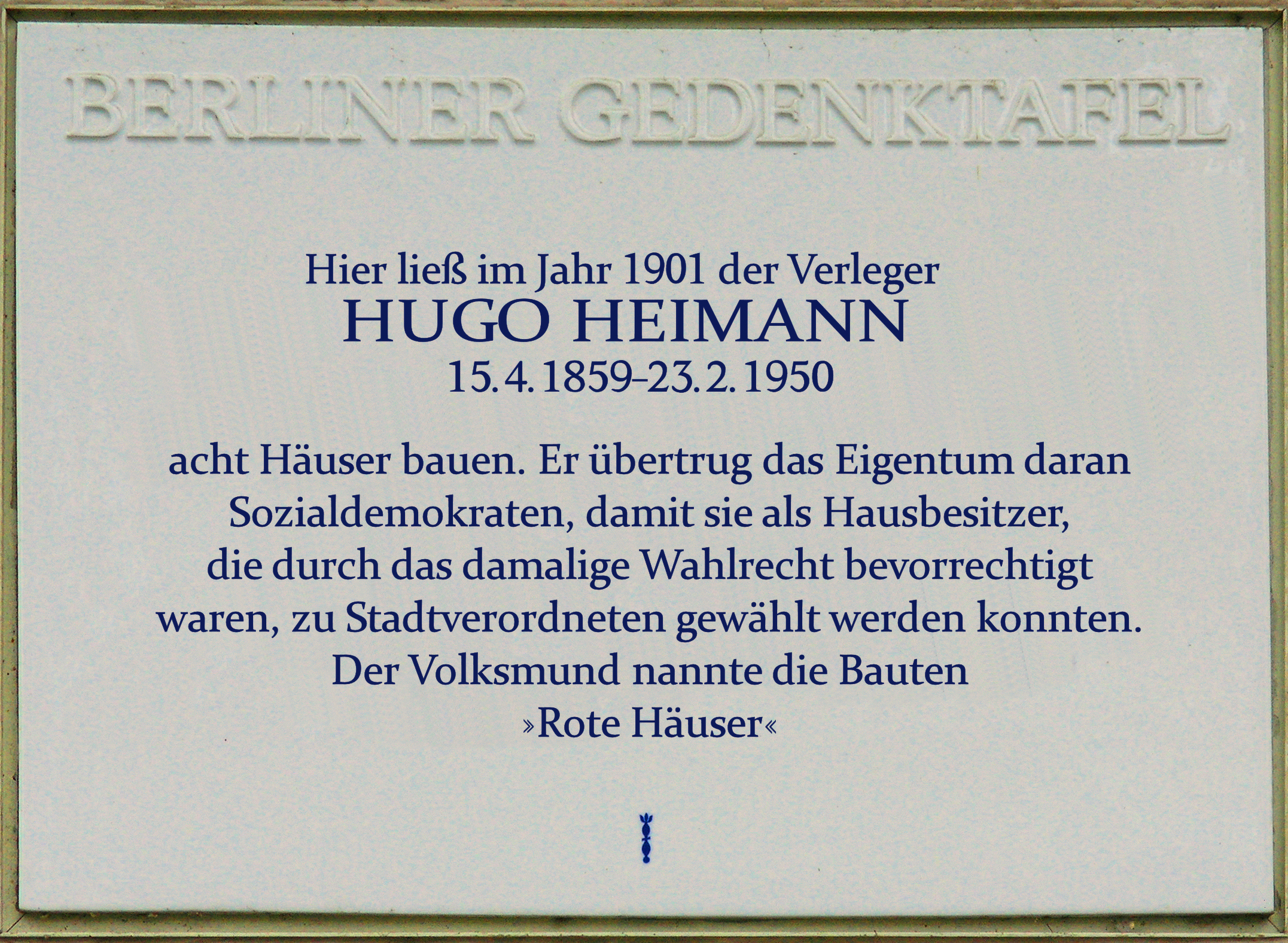
Berliner Gedenktafel in Gesundbrunnen (Prinzenallee 46a)

## Ehrungen und Nachleben
Im Jahr 1926 wurde Heimann zum 56. Ehrenbürger von Berlin ernannt. Da er Jude war, haben die Nationalsozialisten Heimann die Ehrenbürgerwürde aberkannt, die er 1947 wieder erhielt. Am Tag seiner Beisetzung in New York waren die öffentlichen Gebäude Berlins auf halbmast geflaggt.
Eine Gedenktafel in der Prinzenallee in Berlin-Gesundbrunnen, die Hugo-Heimann-Brücke über die Panke an der Grenze zwischen Reinickendorf, Pankow und Soldiner Kiez sowie die Hugo-Heimann-Straße und die Hugo-Heimann-Schule in der Gropiusstadt, erinnern in den verschiedenen Ortsteilen Berlins an den verdienstvollen Politiker. Bis 2015 tat dies auch die Hugo-Heimann-Bibliothek im ehemaligen Oberstufen-Schulzentrum Wedding.